# Instituto Técnico Agronómico Provincial de Albacete
El Instituto Técnico Agronómico Provincial (ITAP) es una institución investigadora de alta tecnología en el ámbito agropecuario y agroalimentario situada en la ciudad española de Albacete. Creado el 6 de octubre de 1986, depende de la Diputación Provincial de Albacete. Forma parte del Parque Científico y Tecnológico de Castilla-La Mancha.
Su misión fundamental se centra básicamente en la transferencia de tecnología y la investigación aplicada en los sectores agrícola, ganadero y alimentario, ejerciendo de nexo de unión entre la ciencia y el campo.

## Funciones

### Meteorología
El ITAP cuenta, desde 1995, con una Estación Meteorológica de Referencia para Datos y Productos de Teledetección (Anchor Station) situada en la finca experimental de Las Tiesas. La estación Anchor mide cada 10 minutos parámetros como la velocidad del viento, la dirección, la temperatura, la humedad del aire, la radiación, la precipitación y la temperatura del suelo con el fin de determinar las necesidades hídricas de los cultivos.

### Ensayos

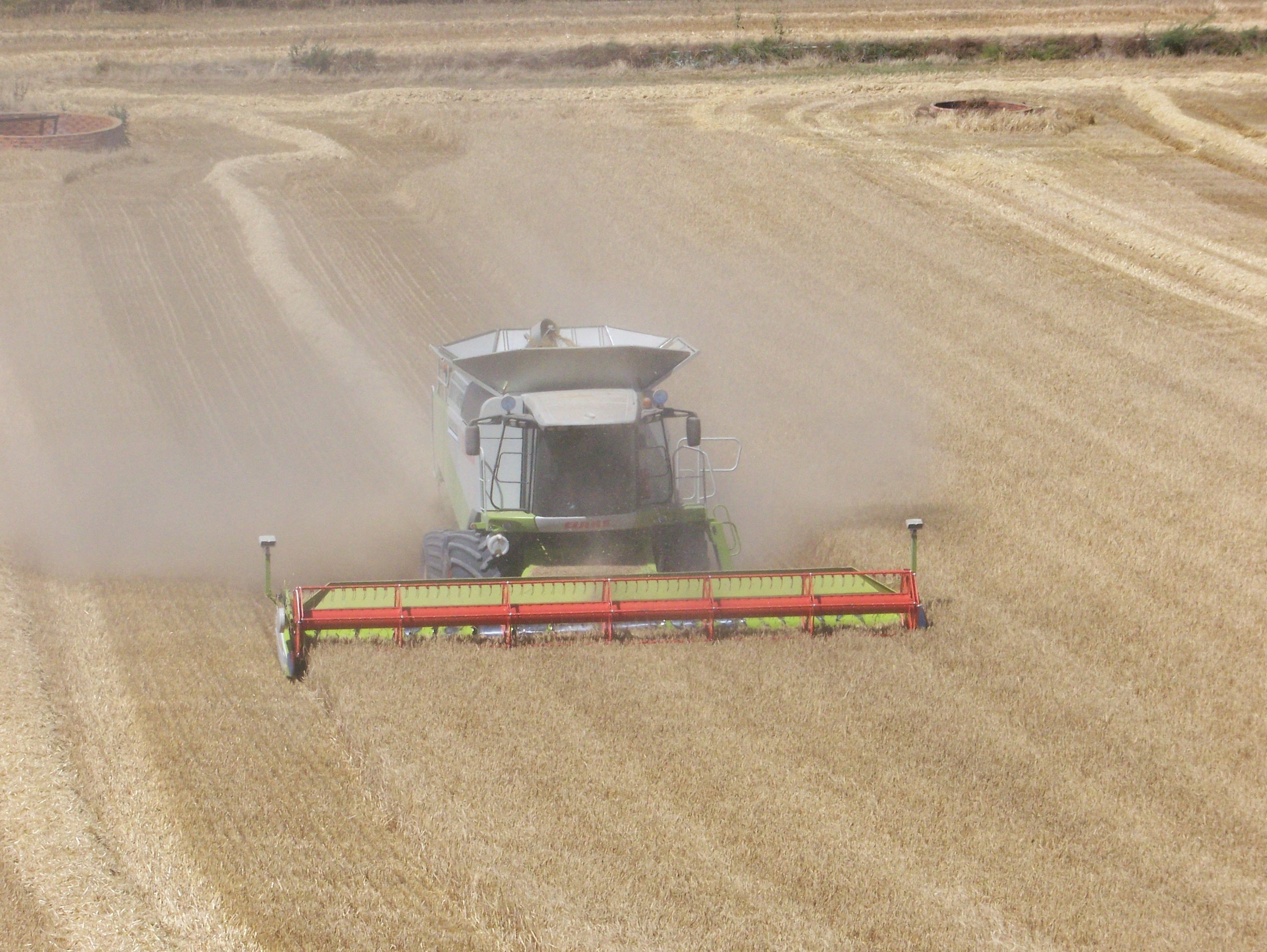
Cultivos de cebada en el municipio de Albacete.

El Servicio de Redes de Ensayos y Variedades desarrolla redes de ensayos de cultivos de secano, de regadío, hortícolas y leñosos con el objetivo de analizar y conocer los factores que influyen en la producción de los cultivos más importantes. El servicio colabora con empresas e instituciones nacionales e internacionales en materia de ensayos. El centro investiga en el desarrollo de técnicas de cultivo eficientes.

### Investigación y Desarrollo
El ITAP creó en el año 2002 la Fundación para el Desarrollo Sostenible de Castilla-La Mancha (FUNDESCAM) con el objetivo de impulsar la investigación, obtener financiación exterior y competir por proyectos investigadores en convocatorias de todo el mundo. Frecuentemente, los proyectos que desarrolla se llevan a cabo junto con otras instituciones y empresas nacionales e internacionales.

### Fertilización
El Servicio de Asesoramiento a la Fertilización asesora a agricultores y técnicos en materia de fertilización desde una perspectiva integral. Para ello, desarrolla numerosas actividades de investigación con el fin de conocer, divulgar y poner en práctica los métodos de fertilización más adecuados, modernos y eficientes adaptados a las necesidades del campo autóctono. Se analizan decenas de parámetros del suelo, la folia, el agua y los abonos.

### Agroecología
El Servicio de Agricultura Ecológica e Integrada investiga en agroecología con el fin de obtener producciones más limpias. Su estudio se centra en recursos tan demandados como las semillas y los fertilizantes ecológicos. También asesora directamente en el campo con el fin de obtener los mejores resultados aplicando la tecnología más adecuada atendiendo a las necesidades concretas de cada caso. La agricultura de conservación es otra de sus principales actividades de investigación.

### Riegos

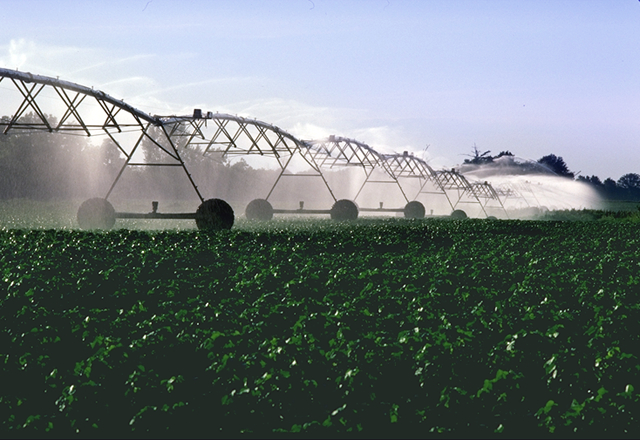
El Servicio de Asesoramiento de Riegos del ITAP nació en 1988.

El Instituto Técnico Agronómico suministra asesoramiento sobre regadíos a través de su Servicio de Asesoramiento de Riegos creado en 1988. El centro investiga a través de diversos programas en sus propias fincas y transfiere la tecnología a los agricultores.

### Publicaciones
Uno de los objetivos fundamentales del Instituto Técnico Agronómico Provincial es difundir los resultados de sus investigaciones a toda la comunidad, para lo que, además de transferir tecnología al sector, informa a la sociedad sobre el trabajo que desarrolla. Las principales publicaciones que se emiten desde el centro son: boletines temáticos informativos, boletines de la Lonja de Albacete, el Anuario Técnico del ITAP, artículos científicos e información en los medios de comunicación. En su seno se realizan cursos de formación.

### Cultivos leñosos

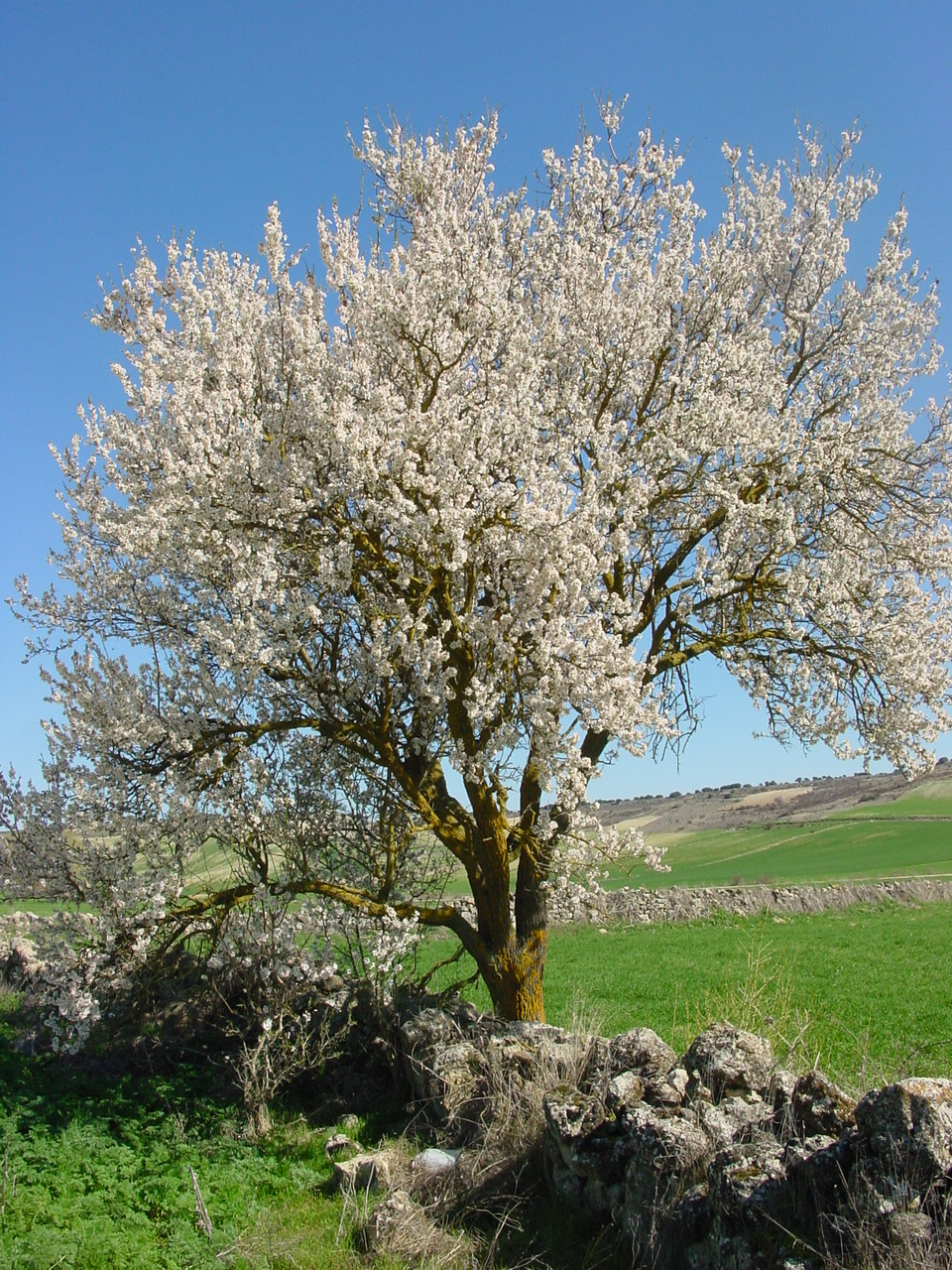
El almendro es uno de los cultivos investigados desde el ITAP.

Una de las funciones del ITAP es aumentar la implantación de los cultivos leñosos, para lo que investiga en las técnicas de cultivo. El centro presta asistencia a los agricultores en riego, fertilización, prevención de enfermedades... gracias a la investigación desarrollada a través de ensayos. El Instituto participa con otras instituciones y empresas en proyectos de investigación relacionados con los cultivos leñosos. Los cultivos estudiados son el almendro, el albaricoquero, el olivo, la vid, el nogal y el pistachero.

### Sanidad vegetal
Otro de los servicios que presta el Instituto Técnico Agronómico Provincial es el Servicio de Diagnóstico y Asistencia Fitosaniataria, centrado en el análisis de plagas y enfermedades y su divulgación con el fin de prevenirlas y evitarlas.

### Ganadería

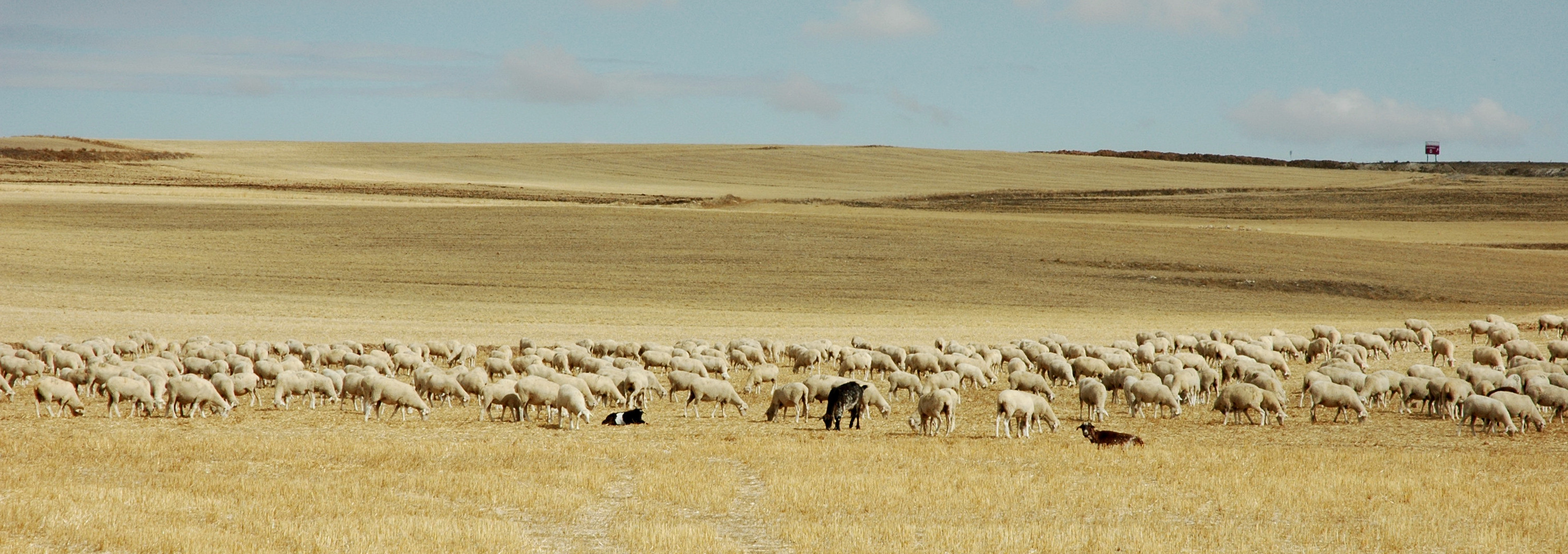
Ganadería ovina pastando en La Mancha.

En materia ganadera el ITAP cuenta con varios recursos:
- Núcleo ovino manchego: Su objetivo principal es ayudar a conseguir los mejores reproductores para los agricultores, para que se realizan análisis genéticos. El ITAP también se ocupa de la sanidad vegetal y desarrolla tareas de investigación sobre el ganado ovino manchego, así como controles informatizados.

- Esquema de selección y mejora del núcleo ovino de leche: Su objetivo es conseguir la mejora genética de la producción de leche y prevenir enfermedades. Para ello cuenta con control lechero oficial, inseminación artificial y valoración genética de los reproductores.

### Lonja
La Lonja de Albacete, creada en 1977, se encarga de comercializar los productos agroalimentarios que se producen en la provincia. Nació fruto del impulso del Ministerio de Agricultura y la Cámara Oficial de Comercio e Industria de Albacete y, desde 1987, depende del ITAP. En ella se informa de los precios de los productos agroalimentarios de la zona. Es un mercado representativo de la Unión Europea para el sector ovino.

## Instalaciones
La sede del Instituto Técnico Agronómico Provincial está situada al norte de la ciudad de Albacete, en el Polígono Industrial Campollano. El ITAP cuenta, además, con otras dependencias para desarrollar su actividad investigadora: una finca experimental (Las Tiesas), dos fincas de producción (Casa del Pozo y San Gregorio) y laboratorios en el Campo de Prácticas de la Escuela Técnica Superior de Ingenieros Agrónomos y de Montes de Albacete.